# Homo soloensis
Als Homo soloensis (auch: Solo-Mensch oder Ngandong-Mensch) werden Fossilien bezeichnet, die im Osten der Insel Java in der Flussterrasse des Solo gefunden wurden und der Art Homo erectus zugeordnet werden. Ihr Alter beträgt laut einer 2019 veröffentlichten Datierung rund 110.000 Jahre; sie gelten daher als der jüngste Beleg für die Existenz von Homo erectus. Mit anderen auf Java entdeckten, ähnlich alten homininen Fossilien und den wesentlich älteren Funden aus Sangiran (Alter von 1,51 bis 0,9 Millionen Jahre) werden die Fossilien vom Solo-Fluss auch als Java-Menschen bezeichnet.

## Funde
Die Uferterrassen entlang des Solo-Flusses waren schon Ende des 19. Jahrhunderts bekannt als reichhaltige Fundstätte für Fossilien unterschiedlicher Tierarten. Bereits 1891 hatte Eugène Dubois am Flussufer bei Trinil hominine Fossilien entdeckt, die heute ebenfalls als Homo erectus bezeichnet werden.
Die zeitweise als „Solo-Menschen“ bezeichneten Schädel-Fragmente wurden 1931/32 am Ufer des Flusses Solo in der Nähe der Stadt Ngandong, 10 km nördlich von Ngawi, unter der Leitung des Geologen Carel ter Haar entdeckt und von dem niederländischen Geologen Willem Oppennoorth zunächst als Homo soloensis benannt. Die Ähnlichkeit der Solo-Fossilien mit den früheren Funden von homininen Fossilien auf Java und mit den Peking-Menschen führte jedoch letztlich dazu, die Solo-Fossilien als eine Variante des Homo erectus zu interpretieren; gelegentlich werden sie – zwecks Verweis auf den Fundort – auch als Homo erectus soloensis bezeichnet.
Bereits in den 1930er-Jahren wurden Teile von mindestens elf Schädeln (Sammlungsnummern: Solo I bis Solo XI) sowie zwei Schienbeinknochen (Tibia A und B) gefunden. Später wurde die Benennung der Funde geändert in Ngandong 1 bis Ngandong 12 (plus Tibia A und B), während ein drittes System die Fossilien heute als Ngandong 1 bis Ngandong 14 benennt, mit den Tibiae als Ngandong 9 und 10; Ngandong 1 (= Solo I) ist das Typusexemplar von Homo soloensis, sein Verwahrort ist das Geological Research and Development Center in Bandung. An allen Schädeln fehlen die Gesichtsknochen, an vielen die Knochen der Schädelbasis. Wie andere Funde von Homo erectus haben auch die Solo-Fossilien dicke Knochen und massive Überaugenwülste. Das anhand der Fragmente rekonstruierte Schädelvolumen beträgt im Mittel 1135 cm3.
Weitere Fossilien stammen aus einer Fundstelle bei der Ortschaft Sambungmacan, die ebenfalls am Solo-Fluss liegt, darunter der 1977 geborgene und später in einem New Yorker Souvenirshop von Eric Delson identifizierte Schädel Sm3 sowie der 2001 direkt an der Fundstelle geborgene Schädel Sm4.

## Alter
Unklar blieb lange Zeit das genaue Alter der Funde: Ihre Einbettung in die Sedimente des Solo-Flusses sprach für ein eher junges Alter, ihr Aussehen jedoch für ein recht hohes Alter. Da es sich um angeschwemmte Fossilien handelte, war nicht auszuschließen, dass sie im Laufe der Jahrtausende mehrfach umgebettet worden waren. So wurde beispielsweise in einer 1997 in Science publizierten Studie argumentiert, dass einige der Fossilien nur 53.300 ± 4000 bis 27.000 ± 2000 Jahre alt sein könnten. Im Jahr 2011 ergab eine 40Ar-39Ar-Datierung eine untere Altersgrenze von 143.000 ± 20.000 Jahren und eine obere von 546.000 ± 12.000 Jahren. 2019 wurde schließlich anhand einer komplexen Datierung ein Alter von 117.000 bis 108.000 Jahren rekonstruiert.
Somit scheint nunmehr festzustehen, dass Funde des Homo erectus auch von dieser Fundstelle in eine Epoche fallen, die wesentlich länger zurückliegt als die Zuwanderung des Homo sapiens ins heutige Indonesien.

## Belege
1. 1 2  Rainer Grün, Alan Thorne: Dating the Ngandong Humans. In: Science. Band 276, Nr. 5318, 1997, S. 1575–1576, doi:10.1126/science.276.5318.1575.
2. ↑  W. F. F. Oppennoorth: Homo (Javanthropus) soloensis: een plistocene mensch van Java. In: Wetenschappelijke medeligen Dienst van den Mijnbrouw in Nederlandsch-Indië. Band 20, 1932, S. 49 ff.
3. ↑  Bernard Wood: Wiley-Blackwell Encyclopedia of Human Evolution. Wiley-Blackwell, 2011, S. 545.
4. ↑   Jeffrey T. Laitman und Ian Tattersall:  Homo erectus newyorkensis: An Indonesian Fossil Rediscovered in Manhattan Sheds Light on the Middle Phase of Human Evolution. In: The Anatomical Record. Band 262, 2001, S. 341–343.
5. ↑  Eric Delson et al.:  The Sambungmacan 3 Homo erectus Calvaria: A Comparative Morphometric and Morphological Analysis. In: The Anatomical Record. Band 262, 2001, S. 380–397.
6. ↑  Bernard Wood: Wiley-Blackwell Encyclopedia of Human Evolution, S. 685.
7. ↑  Carl C. Swisher et al.: Latest Homo erectus of Java: Potential Contemporaneity with Homo sapiens in Southeast Asia. In: Science. Band 274, Nr. 5294, 1996, S. 1870–1874, doi:10.1126/science.274.5294.1870.
8. ↑  Etty Indriati et al.: The Age of the 20 Meter Solo River Terrace, Java, Indonesia and the Survival of Homo erectus in Asia. In: PLOS ONE. 6(6): e21562, doi:10.1371/journal.pone.0021562.
9. ↑  Yan Rizal et al.: Last appearance of Homo erectus at Ngandong, Java, 117,000–108,000 years ago. In: Nature. Band 577, 2020, S. 381–385, doi:10.1038/s41586-019-1863-2. 
 Researchers determine age for last known settlement by a direct ancestor to modern humans. Auf: eurekalert.org vom 18. Dezember 2019.